# Chiesa dei Santi Pietro e Paolo (Zanè)
La chiesa dei Santi Pietro e Paolo è la parrocchiale di Zanè, in provincia di Vicenza e diocesi di Padova; fa parte del vicariato di Thiene.

## Storia
La prima citazione di una cappella a Zanè risale al 1297 ed è contenuta nella decima papale in cui si legge che essa dipendeva dalla pieve di Thiene.
Dalla relazione della visita pastorale del vescovo Pietro Barozzi del 1488 si apprende che l'edificio aveva una pianta quasi quadrata; alcuni decenni dopo, nel 1533, il vescovo Francesco Pisani trovò che esso era di dimensioni sufficientemente grandi e che era ben tenuta.
Nel XVIII secolo la chiesa versava in pessime condizioni, come d'altronde rilevato dal vescovo Carlo della Torre Rezzonico durante la sua visita, e, così, nel 1745 iniziarono i lavori di costruzione della nuova parrocchiale, la quale fu poi consacrata nel 1775.
La chiesa venne restaurata nel 1863 e tra il 1880 e il 1888 fu eretta la torre campanaria; tra il 1928 e il 1929 si procedette a una ristrutturazione della parrocchiale.
Tra il 1969 e il 1970 si provvide a ultimare la facciata e a sostituire le antiche capriate lignee con nuove metalliche; nel 1983 venne ristrutturato il tetto e agli inizi degli anni 2000 la chiesa fu adeguata alle norme postconciliari.

## Descrizione

### Esterno
La facciata a capanna della chiesa, che volge a sudovest, presenta centralmente il portale d'ingresso in pietra di Piovene, sormontato dal timpano semicircolare, e sopra un riquadro contenente una sacra raffigurazione; il prospetto è concluso dal coronamento mistilineo.

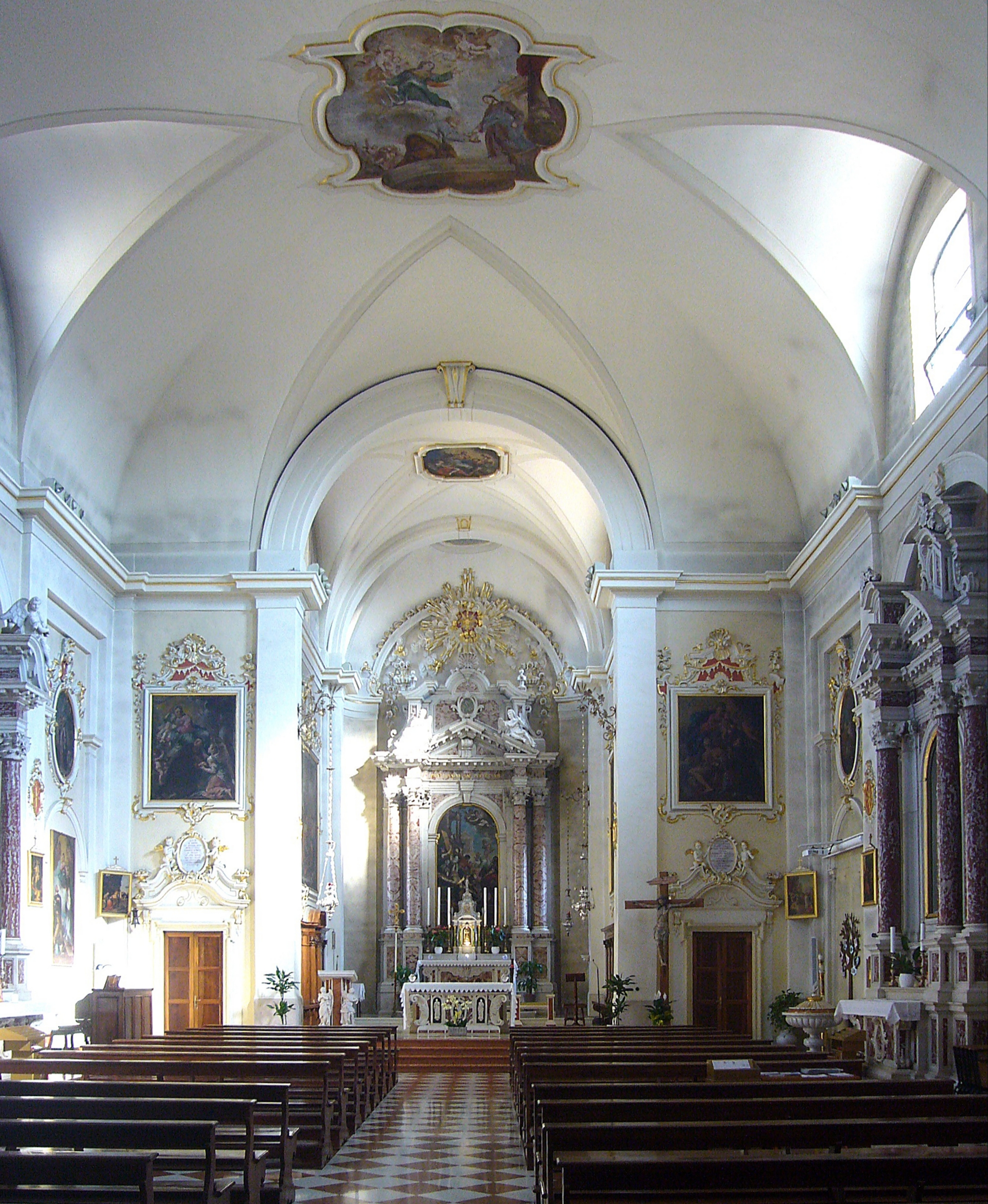
L'interno

Vicino alla parrocchiale si erge su un alto basamento a scarpa il campanile a pianta quadrata; la cella presenta su ogni lato una monofora protetta da balaustre ed è coperta dalla guglia piramidale poggiante sul tamburo a base ottagonale. Sul campanile sono presenti 6 campane di notevole interesse in Mi3 (Mi3, Fa#3, Sol#3, La3, Si3, Do#4) elettrificate alla veronese, fuse dalla ditta De Poli di Vittorio Veneto (TV) nel 1962. La campana maggiore pesa 877 kg. È anche presente un richiamo in La4 elettrificato a slancio e fuso da Colbachini di Bassano del Grappa (VI) nel 1902.

### Interno
L'interno dell'edificio si compone di una sola navata, sulla quale si affacciano le cappelle laterali introdotte da archi a tutto sesto e le cui pareti sono scandite da lesene sorreggenti la trabeazione modanata e aggettante sopra la quale si imposta la volta a botte; al termine dell'aula si sviluppa il presbiterio, rialzato di alcuni gradini e chiuso dall'abside con gli angoli smussati.
Qui sono conservate diverse opere di pregio, tra le quali l'altorilievo in pietra di Nanto con soggetto l'Ecce Homo, risalente al XVII secolo, la tela raffigurante il Martirio dei santi Pietro e Paolo, eseguita probabilmente da Gerolamo Costantini, un Crocifisso ligneo, e il dipinto ritraente la Madonna del Rosario con Gesù bambino, san Domenico e i principi della terra, realizzato nel XVIII secolo.